# Caribische brassband
Een Caribische brassband is een drumband die mogelijk kan worden aangevuld met blaasinstrumenten en/of exotische danseressen.
Deze muziek is ontstaan in San Nicolas, Aruba en klinkt heel anders dan de traditionele Europese brassbandmuziek. Alhoewel het Engelse woord brass verwijst naar koperblazers, zijn bij deze orkestvorm vooral de drums erg belangrijk. 
De ritmes zijn meestal energiek. De muziek die wordt gespeeld door dit type brassband wordt asambeho genoemd, een afkorting van de namen Arnold Beyde en Samuel Hodge. In de jaren zestig van de 20ste eeuw ontwikkelden zij voor de brassband een muziekstijl, die passend was voor deelname aan de parades en jump-ups tijdens het carnavalseizoen. Populaire brassbands uit die tijd waren de YMCA-brassband (onder leiding van Arnold Beyde), Academy brassband, Rufo Odor brassband en All Stars brassband.
De stijl is een mengeling van verschillende Caribische muziekstijlen, aanvankelijk samba, calypso met marsritmes. Later werden merengue, soca, tambu en tumba gebruikt en ook beats uit bekende bubbling-, R&B-, hiphop- en popnummers.
In de meeste grote steden in Nederland zijn meerdere brassbands actief, die voornamelijk uit Antilliaanse, Arubaanse, Surinaamse en Kaapverdiaanse jongeren bestaan.

## Instrumenten
De bezetting van de Caribische brassband is zeer verschillend per brassband en daardoor mede bepalend voor het geluid van elke brassband.
Meestal bestaat een groep uit de volgende instrumenten:
Voorste rij:
- Snaredrums (14 inch, strak gespannen)

Midden:
- Quadrupe, ook wel timp tom, deze kan met drie (threepiece), vier (fourpiece) of vijf drums (fivepiece).
- High tenor, ook wel tom-tom (soms tweezijdig bespannen, meestal zonder ondervel)
- eventueel cambanaharnas.

Achter:
- Low tenor (16inch, meestal zonder ondervel)
- Basedrum
- Eventueel samba-base